# Morotskaka
En morotskaka är en mjuk kaka som innehåller morötter i smeten och är täckt med glasyr på ovansidan.

## Historik
Morotskakan har möjligen sitt ursprung i medeltiden, då morötter gröptes ut och fylldes med köttfärs, men också ingredienser typiska för senare desserter som ägg nötter och frukter. Det finns också avskrifter av arabiska manuskript från 900-talet som beskriver en söt rätt, gjord i panna, med morot som bas.
I början av 1800-talet publiceras recept med olika varianter av morotskaka, till exempel gjorda i pajskal eller med glasyr. Framförallt populariseras den mjuka kakan under andra världskriget i Storbritannien. Den var först mer sconesliknande och lanserades i recept framtagna av rannsoneringskommiteer. Den var ett av få alternativ som fortlevde efter ransoneringen och på 1960-talet lades glasyr till på den mjuka kakan i amerikanska varianter. På 1970-talet ökade den i popularitet och uppfattades som ett lite nyttigare alternativ.